# 葉宏蔚
葉 宏蔚（よう こううつ、イェ・ホンウェイ、英語: Ye Hong-wei、1999年11月1日 - ）は、台湾の男子バドミントン選手。

## 経歴
2023年、1月のタイ・マスターズに蘇敬恒とのペアで出場。準々決勝で第6シードのプラムデャ・クスマワルダナ / イェレミア・ランビタンを破り、準決勝で第3シードのムハマド・ショヒブル・フィクリ / バガス・マウラナを破って準優勝となった。
5月のスディルマン杯では、グループステージCのインド戦で、東京五輪金メダリストの李洋と即席でペアを組んで出場し、世界ランク5位のサトウィクサイラジ・ランキレッディ / チラグ・シェッティを破って台湾チームの準々決勝進出に貢献した。